# LNG Hrvatska
LNG Hrvatska (раніше Adria LNG) — плавучий регазифікаційний термінал у хорватському місті Омишаль на острові Крк. Розпочав роботу 1 січня 2021 року з потужністю 2,6 млрд м3 на рік.

## Історія
Проєкт уперше розглянуто 1995 року, коли провели початкові розвідувальні роботи. Техніко-економічне обґрунтування завершили до 2008 року, а дозвіл на землевідвід отримали в 2010-му після оцінки впливу на довкілля. Планувалося, що остаточне рішення щодо інвестицій мало бути ухвалено 2013 року, будівництво розпочнеться не раніше 2014 року, а термінал запрацює не раніше 2017 року.
2017 року Європейська комісія схвалила грант у розмірі 102 млн євро на будівництво плавучого терміналу СПГ біля Крка, а уряд Хорватії мав виділяти на цей проєкт у 2019 і 2020 роках по 50 млн євро. 30 січня 2019 хорватський уряд затвердив вартість першого етапу проєкту на рівні 234 млн. євро, з яких 160 млн. євро відносилися до плавучої установки регазифікації та зберігання газу, 60 млн. євро призначалося для будівництва інфраструктури прийому, зберігання, перевалки і регазифікації скрапленого природного газу і ще 14 млн євро були необхідні на компенсацію за відчуження землі. Окрім зазначених вище внесків Євросоюзу та уряду Хорватії, фінансування у розмірі 32,6 млн. євро мали забезпечити засновники компанії LNG Hrvatska — національний постачальник електроенергії HEP та оператор газової мережі Plinacro.
За оцінками, щоб інвестиції у будівництво терміналу принесли зиск, потрібно регазифіковувати 1,5 млрд м3 газу на рік.
Проти проєкту виступають екологи, активісти та місцеві жителі, деякі експерти називають його марною витратою коштів платників податків, а мер Омишаля Мірела Ахметович сповнена рішучості шукати будь-який законний спосіб його закрити.

## Учасники проєкту
Проєктом опікується консорціум компаній «Adria LNG», до якого входять:
- E.ON Ruhrgas — 39,17%
- Total S.A. — 27,35%
- OMV — 32,48%
- Geoplin — 1%[5]

Учасником консорціуму був і німецький енергетичний концерн RWE, який, утім, у жовтні 2009 вийшов із нього, оскільки хотів зосередитися на інших проєктах СПГ на півночі Європи. Його частку у розмірі 16,69% було рівномірно розподілено між рештою акціонерів.
«Adria LNG» має володіти 75% участі в проєкті, тоді як ще 25% виділено для хорватських партнерів. Для участі у проєкті хорватська енергокомпанія HEP та оператор газотранспортної системи Plinacro утворили консорціум (компанію) LNG Hrvatska з часткою в 11%. Решта 14% за очікуваннями мала би належати нафтовій компанії INA.
Директорка-управителька компанії Adria LNG — Евеліна Кукова.
Наприкінці 2012 року заговорили про участь у цьому проєкті України (у той час налагодилося співробітництво України з RWE). Тодішній заступник голови правління «Нафтогаз України» Вадим Чупрун у червні 2013 року заявляв, що Україна може взяти участь у будівництві терміналу скрапленого газу в Хорватії. Втім, ці плани не здійснилися.

## Значення
Міністр енергетики та охорони довкілля Томіслав Чорич заявив, що проєкт СПГ має стратегічне значення для Хорватії та внесе свій вклад в енергетичну незалежність і безпеку країни. За його словами, «в реалізації терміналу СПГ слід убачати компонент безпеки та геополітичну вагу для Хорватії і Європейського Союзу». Чорич зазначив, що проєкт на острові Крк залишається панівним енергетичним проєктом уряду, а стосовно оренди місткостей з Угорщини надійшли два листи про наміри з запитами про можливість вступу у структуру власності майбутнього терміналу.
Термінал забезпечить додаткове джерело природного газу для хорватського ринку, який задовольняє природним газом 48% своїх енергетичних потреб. Термінал також буде пунктом розподілу природного газу на навколишній ринок, куди входить Італія, Австрія, Угорщина, Румунія та Словенія, оскільки попит Хорватії становить лише 3,2 млрд м3 на рік, що значно нижче від можливої потужності терміналу. Видачу продукції, зокрема, можливо буде здійснювати через збудований у 2010-х роках інтерконектор між Хорватією та Угорщиною Слободниця – Варошфьолд.

## Технічні характеристики
На ранніх стадіях проєкту передбачалося, що термінал матиме початкову потужність 10 млрд м3 на рік, яку можна збільшити до 15 млрд м3 на рік, при цьому інвестиції оцінювались у 800 млн євро. Втім, термінал почав роботу зі значно меншим показником у 2,6 млрд м3, що забезпечує плавуча установка LNG Croatia. 
Видачу продукції на першому етапі організували через перемичку Омишаль — Злобин довжиною 18 км та діаметром 800 мм, яка передає ресурс до газопроводу Пула — Карловац. У випадку подальшого нарощування пропускної здатності терміналу планується спорудити трубопровід Злобин — Босилєво — Сисак — Слободниця.